# Hakea prostrata
Hakea prostrata (лат.) — кустарник, вид рода Хакея (Hakea) семейства Протейные (Proteaceae). Эндемик юго-запада Западной Австралии. Кустарник с колючими листьями и группами белых или кремовых цветов, появляющихся поздней зимой и ранней весной.

## Ботаническое описание

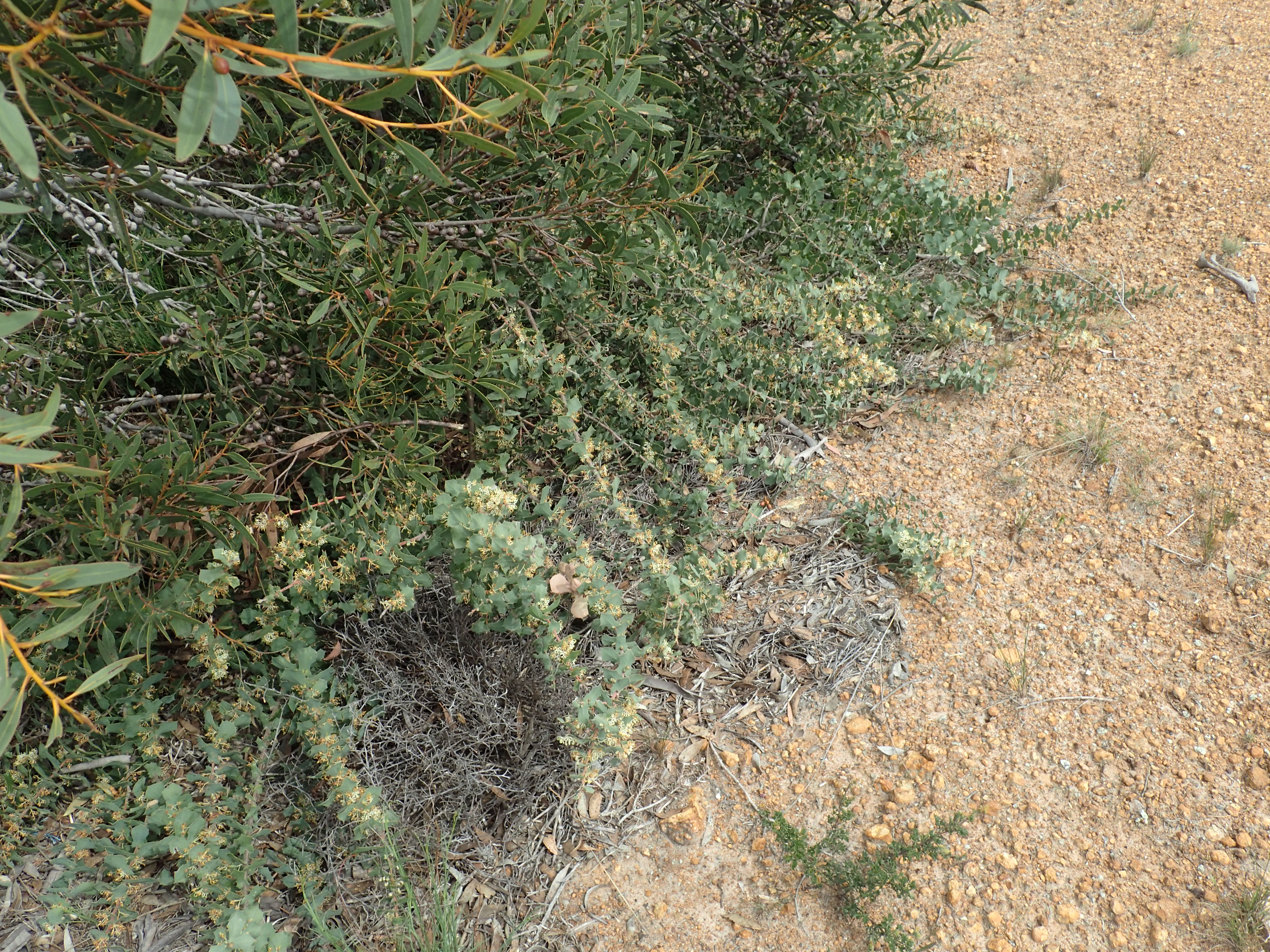
Общий вид в природных условиях.

Hakea prostrata — кустарник, высота которого достигает 1–3 м с распространяющимися веточками. У продолговато-яйцевидных стеблевидных листьев колючие края и центральная жилка. Обильные сладкие душистые белые или кремовые цветы произрастают в пазушных соцветиях с июля по октябрь в его родном ареале.

## Таксономия
Вид Hakea prostrata был впервые официально описан шотландским ботаником Робертом Броуном в 1810 году в Transactions of the Linnean Society of London. Видовой эпитет — от латинского слова prostrata, означающих «плоский вниз», «свергнутый» или «лежащий низко», относящееся к низкорослой прибрежной форме этого растения.

## Распространение и местообитание
H. prostrata встречается от Джералдтона до Эсперанса. Растёт на склонах холмов, на мелкой почве на гранитных обнажениях и стабилизированных песчаных дюнах.

## Охранный статус
Вид Hakea prostrata классифицируется как «не угрожаемый» Департаментом парков и дикой природы правительства Западной Австралии.